# Billy Powell
William Norris Powell, detto Billy (Corpus Christi, 3 giugno 1952 – Orange Park, 28 gennaio 2009), è stato un musicista statunitense. È stato tastierista dei Lynyrd Skynyrd dal 1970 fino alla morte nel 2009 causata da un infarto.

## Biografia
Nato in Texas a Corpus Christi, Powell crebbe in una famiglia militare, infatti il padre faceva parte della marina militare statunitense. Passò molti anni della sua infanzia in Italia, dove era stato stanziato il padre. Dopo che il padre morì di cancro nel 1960, tornò con la sua famiglia negli Stati Uniti e si stabilì a Jacksonville, in Florida.
Lì incontrò Leon Wilkeson, futuro bassista dei Lynyrd Skynyrd, alle scuole elementari. La sua passione per il piano crebbe e iniziò a prendere lezioni da un insegnante del posto di nome Madalyn Brown. Fin dall'inizio dimostrò talento per lo strumento tanto che dopo un paio d'anni l'insegnante disse alla madre del giovane Billy che oramai non aveva più nulla da insegnargli.
Billy ritornò a Jacksonville dove si iscrisse alla Bishop Kenny High School. Quando si laureò nel 1970, prese parte per poco tempo in un community college, specializzandosi in teoria musicale. Durante questo periodo lavorò come roadie per i Lynyrd Skynyrd. Billy rimase roadie della band per circa due anni. Nel 1972, gli Skynyrd suonarono ad un particolare concerto, un ballo scolastico al Bolles. Dopo il suo supporto di routine a Kevin Elson, Billy ebbe un po' di tempo per riposarsi. Nell'angolino notò un pianoforte, così Billy ci si avvicinò e si sedette.
Billy cominciò a suonare una versione di Free Bird reinterpretato da lui al piano per farla ascoltare al resto del gruppo. Ronnie, meravigliato dall'abilità del giovane Billy, si avvicinò e gli disse: "Avresti dovuto dirmelo che sai suonare il piano in quel modo ed hai lavorato con noi per oltre un anno..."; Billy rispose "Ho studiato pianoforte classico per gran parte della mia vita". Billy fu preso come tastierista degli Skynyrd dopo questo evento. Nel 1973, i Lynyrd Skynyrd firmarono un contratto con la MCA Records ed ebbero un gran successo negli Stati Uniti con la registrazione del loro primo album (Pronounced 'Lĕh-'nérd 'Skin-'nérd).
La popolarità della band salì alle stelle nel 1974 con il loro successivo album, Second Helping, in cui fu introdotto il celeberrimo brano Sweet Home Alabama. La band ebbe un grande successo anche nei tre anni dopo, quando nel 1977 pubblicarono l'album Street Survivors. Tuttavia, tre giorni dopo la pubblicazione dell'album, l'aereo degli Skynyrd si schiantò in una foresta vicino McComb, nel Mississippi. Nell'incidente morirono il cantante Ronnie Van Zant, il chitarrista Steve Gaines, sua sorella corista Cassie Gaines, il tour manager Dean Kilpatrick ed entrambi i piloti. I membri sopravvissuti soffrirono di lesioni, chi lievi e chi gravi. Powell soffrì di gravi lacerazioni facciali, perdendo quasi completamente il naso, ma tuttavia venne curato in gran parte.
Fu il primo ad essere rilasciato dall'ospedale e l'unico membro a partecipare ai funerali dei suoi compagni deceduti. Durante il periodo compreso tra l'incidente aereo e il ricongiungimento degli Skynyrd nel 1987, Powell si unì ad una band di Rock-Cristiano chiamata Vision (in cui veniva risaltata l'abilità di Billy al pianoforte): in questo periodo registrò anche tre album lavorando come tastierista della Rossington-Collins Band e della Allen Collins Band. Inoltre spiegò durante i concerti della ritrovata cristianità. Powell si ricongiunse ai Lynyrd Skynyrd nel 1987 per un Tribute Tour per poi rimanervi fino alla sua morte avvenuta nel 2009. Nel 2007 Powell suonò il piano nella canzone di Kid Rock All Summer Long (che cita la famosa melodia di Sweet Home Alabama).

### La morte
Il 28 gennaio 2009, Billy Powell morì all'età di 56 anni in casa ad Orange Park, in Florida. Powell chiamò il 911 alle 00:55, lamentandosi per mancanza di fiato. Non si presentò all'appuntamento con il dottore il giorno prima, che prevedeva un checkup al cuore. I soccorritori trovarono Powell privo di coscienza, con il telefono ancora in mano. La crew di salvataggio provò a rianimarlo con la rianimazione cardiopolmonare (CPR), ma la sua morte fu segnata alle ore 1:52. Un infarto è stato molto probabilmente la causa della sua morte, ma l'autopsia non è stata effettuata.
Un memorial privato per Billy fu tenuto il 31 di gennaio con tutti gli amici, ufficiata dal Dr. Bob Winstead. I pezzi registrati con i Vision furono suonati in via del tutto eccezionale e Kid Rock cantò una canzone dedicata al defunto. Molti musicisti southern rock parteciparono, inclusi gli Skynyrd ed i Vision con tutte le loro famiglie. Lascia tutta la famiglia, la moglie Ellen, i figli Brandon e Joel e le figlie Layla, Ashley e Maggie, il fratello Rick e la sorella Donna. Più tardi gli Skynyrd hanno composto una canzone intitolata Gifted Hands dedicata a Powell.